# Aeroportul Goodnews
Aeroportul Goodnews (IATA: GNU, FAA LID: GNU) este un aeroport din Alaska, Statele Unite ale Americii ce deservește zona Goodnews Bay⁠(d). Aeroportul a fost tranzitat în 2019 de 2.648 de pasageri.
Situat la o altitudine de 5 m, aeroportul dispune de 1 pistă.

## Infrastructură

### Piste
Aeroportul dispune de o singură pistă. Pista 06/24 are suprafața de pietriș și dimensiunile 3.300 picioare × 75 picioare. 